# Luigi Calabresi
Luigi Calabresi (ur. 14 listopada 1937 w Rzymie; zm. 17 maja 1972 w Mediolanie) – Sługa Boży Kościoła katolickiego, włoski policjant.

## Życiorys
Luigi Calabresi urodził się 14 listopada 1937 roku w mieszczańskiej rodzinie rzymskiej. Uczęszczał do gimnazjum, a w 1965 roku wygrał konkurs na zastępcę komisarza bezpieczeństwa publicznego. Następnie uczestniczył w szkoleniu potem EUR i podjął służbę w Mediolanie. Podjął także pisał dla gazety społecznej "Sprawiedliwość". W dniu 25 kwietnia 1969 roku rozpoczął dochodzenie w sprawie zamachów bombowych, które miały miejsce w Sali Fiata na Targach i Dworca Centralnego. W dniu 17 maja 1972 roku o godz. 09:15, gdy szedł do swojego samochodu, aby udać się do urzędu, dwaj uzbrojeni bandyci zastrzelili go. Zostawił ciężarną żonę, Gemmę Capra, i dwóch synów: Mario i Pawła. Jego trzeci syn Louis urodził się w kilka miesięcy po jego śmieci. Za swoją działalność został pośmiertnie odznaczony Złotym Medalem Zasługi.

## Proces sprawców morderstwa
W dniu 2 maja 1990 roku sąd w Mediolanie uznał za winnych zbrodni zabójstwa: Giorgio Pietrostefani i Adriano Sofri zostali skazani na 22 lata pozbawienia wolności, a Leonardo Marino został skazany na 11 lat pozbawienia wolności.

## Proces beatyfikacyjny
Papież Paweł VI uznał go za Sługę Bożego i rozpoczął jego proces beatyfikacyjny.

## Upamiętnienie
- W różnych włoskich miastach nazwano ulicę z jego imieniem
- 26 stycznia 2005 wydano znaczek pocztowy z jego wizerunkiem
- 17 maja 2007 w obecności prezydenta Giorgio Napolitano odsłonięto poświęconą mu tablicę pamiątkową w miejscu, gdzie został zamordowany